# Pietro Francesco Costa
Pietro Francesco Costa (* 9. Februar 1594 in Rom; † 14. März 1654) war ein italienischer Geistlicher und Bischof von Albenga.

## Leben
Er war ein Neffe von Pier Francesco Costa, Bischof von Savona, mit dem er manchmal verwechselt wird. Am 29. April 1624 wurde er zum Bischof von Albenga bestellt. Die Bischofsweihe spendete ihm am 19. Mai 1624 Kardinal Domenico Rivarola; Mitkonsekratoren waren der Bischof von Luni e Sarzana, Giovanni Battista Salvago und  Vincenzo Landinelli, sein Vorgänger als Bischof von Albenga. Er starb nach fast 30 Jahren als Bischof von Albenga.